# Adil Zulfikarpašić
Adil Zulfikarpašić (Foča, 23 de dezembro de 1921 – Sarajevo, 21 de julho de 2008) foi um intelectual e político bosníaco que serviu como vice-presidente da República da Bósnia e Herzegovina durante a Guerra da Bósnia na década de 1990, sob o comando do primeiro presidente da Presidência da República da Bósnia e Herzegovina, Alija Izetbegović. Após a guerra, aposentou-se da política e abriu o Instituto Bosníaco, um museu em Sarajevo focado na cultura bósnia.
Embora no início de sua vida tenha se aproximado do ideal nacional croata, Zulfikarpašić, ao longo do tempo, defendeu a ideia de que os muçulmanos bósnios deveriam construir sua própria identidade nacional e defendeu a adoção do nome "Bosníaco". Inicialmente, houve resistência a essa ideia, inclusive dentro do principal partido político dos muçulmanos bósnios – o Partido da Ação Democrática –, mas a ideia ainda prevaleceu em 1993, quando o novo nome foi adotado no Congresso Bósnio, que contou com a presença de representantes políticos e culturais muçulmanos bósnios.

## Biografia

### Família
Zulfikarpašić nasceu em 23 de dezembro de 1921 em Foča, uma cidade ao longo do rio Drina no Reino dos Sérvios, Croatas e Eslovenos (hoje Bósnia e Herzegovina). Ele era membro da família Čengić por meio de ambos os pais. 
Seu pai, Husein-beg Čengić-Zulfikarpašić, era um proprietário de terras e um intelectual, filho de Ali-beg Čengić e neto de Zulfikar Pasha Čengić,   em homenagem a quem sua família paterna recebeu o sobrenome Zulfikarpašić.  Zulfikaršašić escreveu que usou o sobrenome duplo durante toda a escola primária, mas que sua família retirou o "Čengić" do sobrenome enquanto ele ainda era jovem.   Husein serviu como prefeito de Foča por 25 anos após a ocupação austro-húngara da Bósnia e Herzegovina em 1878.  A mãe de Adil, Zahida, casou-se com Husein quando ela tinha 18 anos, enquanto ele estava no final dos 80 anos.  Husein nunca teve várias esposas ao mesmo tempo, e suas três esposas anteriores morreram.  Zahida foi sua quarta esposa e originou-se do ramo Ratalj da família Čengić.  Os dois tiveram outro filho, Sabrija, e seis filhas. O meio-irmão mais velho de Adil era Alija, que era 55 anos mais velho que ele.  Husein morreu em 1936 com 102 ou 104 anos, quando Adil tinha 15 anos,  enquanto Zahida morreu em 1956. 
Os meio-irmãos de Adil eram Alija e Hilmo, que se mudaram para o Império Otomano depois que a Áustria-Hungria ocupou a Bósnia e Herzegovina e mudou seu sobrenome para Aq Qoyunlu; Ibrahim, Hasan, Hivzo, Hamdija, enquanto Sabrija era seu irmão de sangue. Suas meias-irmãs eram Arfa, Fatima e Haša, e irmãs de sangue Zumruta, Hasiba, Hajrija, Hamijera, Fahra e Šefika. 

### Educação e Segunda Guerra Mundial
Em sua juventude, Zulfikarpašić sentia-se próximo da ideia nacional croata, em vez da sérvia. Ele também era ativo no Partido Camponês Croata. Enquanto frequentava o ginásio em Foča, ele se tornou um esquerdista e se juntou a um certo grupo da Liga da Juventude Comunista da Iugoslávia (SKOJ). Eventualmente, ele foi expulso por disseminar literatura comunista e teve que continuar sua educação em Rogatica. Pouco antes da formatura, ele foi expulso novamente com outros dez colegas sem o direito de fazer o exame de graduação. No entanto, um político local ajudou a abolir essas punições, então Zulfikarpašić pôde continuar sua educação na Academia Comercial de Sarajevo. Ele foi novamente expulso e continuou a educar em Osijek e Banja Luka, onde teve aulas particulares, já que sua educação posterior em academias comerciais foi proibida.  Em 1938, ele se juntou ao Partido Comunista da Iugoslávia (KPJ), quando tinha 17 anos.  Em 1940 matriculou-se na Escola Comercial Superior de Belgrado porque Belgrado tinha uma política de esquerda mais activa do que Zagreb. 
Em 1941, juntou-se aos guerrilheiros iugoslavos e foi membro da brigada partidária "Zvijezda" de Vareš. Em 1942, durante a Segunda Guerra Mundial, foi capturado pelos Ustaše (as forças pró-nazistas croatas) em Sarajevo, sendo torturado por eles e condenado à morte. Com a ajuda dos guerrilheiros iugoslavos, escapou e, em 1945, com a guerra terminando em vitória sobre as potências do Eixo, os comunistas chegaram ao poder e Zulfikarpašić foi nomeado vice-ministro do Comércio.

## Exílio
Depois de ficar desiludido com o governo de Josip Broz Tito logo após o fim da guerra, Zulfikarpašić fugiu para o exílio em Zurique, Suíça.
A caminho da Suíça, Zulfikarpašić ficou em Innsbruck, na Áustria. Lá, conheceu Tatjana Nikšić, filha do diplomata do NDH, Ante Nikšić. O relacionamento entre os dois causou comoção entre os emigrantes croatas, especialmente os franciscanos. No entanto, seu pai, que estava em Buenos Aires na época, aprovou o relacionamento, escrevendo que a cabeça de Zulfikarpašić estava "no lugar certo", embora preferisse que Zulfikarpašić se convertesse ao catolicismo. 
Zulfikarpašić, um croata autodenominado,  encontrou aliados nos líderes exilados do Partido Camponês Croata (HSS), especialmente Juraj Krnjević, que simpatizava com os muçulmanos bósnios. Zulfikarpašić também fez amizade com August Juretić, um padre católico croata próximo do HSS, a quem sucedeu juntamente com Pavao Jesih como coeditor da Hrvatski dom, a revista oficial do HSS após a morte de Juretić em 1954. No entanto, ele se convenceu mais de que os muçulmanos bósnios precisam desenvolver sua própria direção política. Escrevendo em janeiro de 1956 ao sociólogo de Indiana Dinko Tomašić, Zulfikarpašić culpou os Ustaše pela interrupção do desenvolvimento dos muçulmanos bósnios em direção ao croata, afirmando que a declaração de Tomašić de que "a ascensão da consciência nacional entre os muçulmanos da Bósnia e Herzegovina se desenvolveu [...] exclusivamente na direção do croata" estava correta, mas acrescentou que "por conta das transgressões dos Ustaše durante a guerra, houve casos de distanciamento do croata mesmo entre aquelas camadas que já haviam começado a se identificar e a se tornar conscientes nessa direção" e que "o processo de despertar nacional na direção do croata sofreu duros golpes no decorrer da guerra e foi retardado". 
Em 1963, Zulfikarpašić fundou a Aliança Liberal-Democrática de Bósnios-Muçulmanos. A Aliança reuniu muçulmanos que estudaram fora da Iugoslávia durante a Segunda Guerra Mundial, juntamente com ex-imãs da 13.ª Divisão Waffen-SS Handschar e ex-Jovens Muçulmanos. Promoveu o nome nacional "Bosníaco" com o objetivo de romper laços com as identidades nacionais croata e sérvia. 

## Queda da Iugoslávia
No início do Partido da Ação Democrática (est. 1990), o partido também incluía um grupo nacionalista secular muito influente, liderado por Zulfikarpašić e Muhamed Filipović.
Em 26 de dezembro de 1991, Sérvia, Montenegro e o território controlado pelos rebeldes sérvios na Croácia (Sérvia de Krajina) concordaram que formariam uma nova "terceira Iugoslávia". Esforços também foram feitos em 1991 para incluir a Bósnia e Herzegovina na federação, com negociações entre Milošević, o Partido Democrático Sérvio da Bósnia, e o proponente bósnio da união – o vice-presidente da Bósnia, Adil Zulfikarpašić,  ocorrendo sobre este assunto. Zulfikarpašić acreditava que a Bósnia poderia se beneficiar da tentativa de forjar uma união com Sérvia, Montenegro e Krajina; e promoveu um compromisso entre os sérvios e os bósnios, no qual a Sérvia Krajina e o Sanjaco Bosníaco da Sérvia seriam anexados a uma Grande Bósnia que, dentro de uma união com Sérvia e Montenegro, garantiria a unidade dos sérvios e dos bósnios. A proposta de Zulfikarpašić opôs-se a qualquer cantonização da Bósnia. Os sérvios da Bósnia não incluíram a proposta de Zulfikarpašić juntamente com as suas propostas. No entanto, Milosević continuou as negociações com Zulfikarpašić para incluir a Bósnia numa nova Iugoslávia. Os esforços para incluir toda a Bósnia numa nova Jugoslávia terminaram efetivamente no final de 1991, quando Izetbegović planeou realizar um referendo sobre a independência enquanto os sérvios da Bósnia e os croatas da Bósnia formavam territórios autónomos.
Zulfikarpašić retornou à Bósnia e Herzegovina e, na preparação para a Guerra da Bósnia, a Bósnia e Herzegovina realizou um referendo de independência,  ele ficou ao lado do futuro presidente bósnio, Alija Izetbegović. Ele era membro do Partido de Ação Democrática de Izetbegović, mas logo formou outro partido por causa de diferentes visões políticas, a Organização Muçulmana Bosníaca com Muhamed Filipović.

## Pós-guerra
Em 2001, Zulfikarpašić fundou o Instituto Bosníaco em Sarajevo. Em 2002, foi eleito membro honorário da Academia de Ciências e Artes da Bósnia e Herzegovina.

## Livros
- Adil Zulfikarpašić (1998). The Bosniak. [S.l.]: C.Hurst & Co. Ltd. ISBN 1-85065-339-9Gace, N., Đilas, M. (1998), The Bosniak: Adil Zulfikarpasic, London, Hurst & Company
- Filandra, Š., Karic, E. (2004), The Bosniac Idea, Zagreb, Globus
- Imamović, M. (1996), Bošnjaci u emigraciji: monografija Bosanskih pogleda, Sarajevo, Bošnjački institut Zurich, Odjel Sarajevo
- Zulfikarpašić, A. (1991), Članci i intervjui povodom 70-godišnjice, Sarajevo, Bošnjački institut
- Zulfikarpašić, A., Gotovac, V., Tripalo M., Banac, I. (1995), Okovana Bosna, Zurich, Bošnjački institut
- Zulfikarpašić, A. (2005), Osvrti, Sarajevo, Bošnjački institut – Fondacija Adila Zulfikarpašića
- Zulfikarpasic, A., Bučar, F. (2001), Sudbonosni događaji: historijski presjek presudnih zbivanja i propusta, Sarajevo, Bošnjački institut – Fondacija Adila Zulfikarpašića